# Jazz
Jazz, dżez – gatunek muzyczny, który powstał w ostatnich latach XIX wieku (zapoczątkowany pomiędzy 1890 a 1900 rokiem) na południu Stanów Zjednoczonych w dzielnicy prostytutek Storyville w Nowym Orleanie (tradycyjnie początki jazzu łączą się z Congo Square) jako połączenie muzyki zachodnioafrykańskiej i europejsko-amerykańskiej (bluesa, ragtime’u i muzyki europejskiej). Stanowi on połączenie muzyki ludowej, artystycznej i rozrywkowej.
Jazz charakteryzuje się rytmem synkopowanym w metrum parzystym, a także dużą dowolnością interpretacyjną i aranżacyjną oraz tendencją do improwizacji. Ma to związek z faktem, że pierwszymi twórcami tego gatunku byli przeważnie nieznający nut potomkowie niewolników.
Według niektórych muzykologów jazz jest raczej formą interpretacji niż stylem muzycznym.

## Termin
Słowo jazz pojawiło się (pisane też jas lub jass) w slangu około 1912 roku. Jego znaczenie zmieniało się z czasem, ale nie odnosiło się do muzyki. Pierwsze użycie terminu w kontekście muzycznym pojawiło się w 1916 roku w dzienniku Chicago Tribune w artykule Will give „Jas Parade”.

## Charakterystyka gatunku

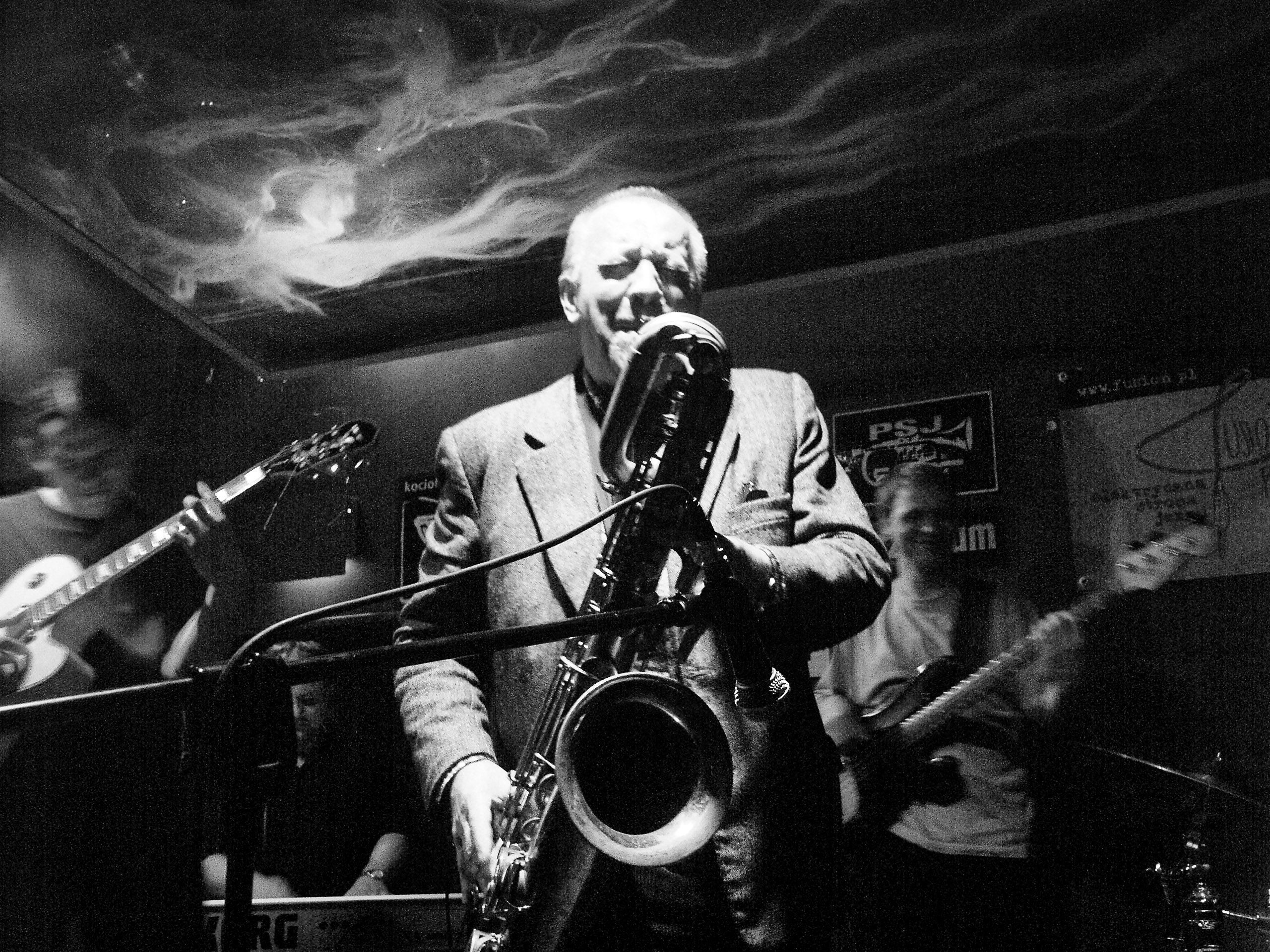
Waldemar Kurpiński i Tress Jazz w warszawskim Tygmoncie

James Lincoln Collier wyróżnia trzy podstawowe atrybuty jazzu: swing, funkcję ekstatyczną i kod indywidualny.
Swing to w ujęciu Colliera wywodząca się z praktyki afroamerykańskich muzyków istota rytmiki jazzowej, polegająca na specyficznej lekkości i sprężystości rytmu. W aspekcie technicznym polega na podziale taktu na nierówne, niemożliwe do zapisu muzycznego jednostki rytmiczne, okazjonalnym stosowaniu vibrato, urozmaiceniu linii melodycznej akcentami rytmicznymi i częstych zmianach dynamiki, wywołującej efekt specyficznej „mowy” instrumentów.
Funkcja ekstatyczna jazzu wywodzi się z religijnego charakteru zachodnioafrykańskich tańców obrzędowych i zaznacza się w jazzie przede wszystkim w trakcie tzw. jam sessions, improwizowanych koncertów. Improwizacja i wzajemna inspiracja muzyków prowadzi do czynnego zaangażowania słuchaczy, wyrażającego się w aplauzie, okrzykach, oklaskach itp.
Kod indywidualny jazzu to identyfikujący wykonawcę sposób komunikacji między nim a słuchaczem, przejawiający się w kreacji melodii, vibrato, ostrości i zmianach natężenia dźwięku, zaniku dźwięku itp.

### Korzenie jazzu
Jazz powstał na drodze złożonego, wielofazowego procesu, w którym można wyróżnić etap rozwoju afrykańskiej muzyki ludowej i inkorporacji do niej elementów muzyki amerykańsko-europejskiej, wyodrębniania się gatunków muzycznych stanowiących źródła jazzu (negro spirituals, plantation songs, blues, ragtime) oraz krystalizowanie się nowego nurtu muzycznego w końcu wieku XIX.
Ludność czarnoskóra była sprowadzona do Ameryki Północnej już w wieku XVI i XVII – jej muzyka towarzyszyła ekstatycznym obrzędom, tańcom, zajęciom codziennym. Ze względu na warunki życia i korzenie instrumentarium tej muzyki było proste, miała ona przede wszystkim charakter wokalny (często posługująca się falsetem), o nieskomplikowanej melodyce. Powszechnie stosowana w niej była heterofonia. Forma wykonawcza to często tzw. call-and-response – zawołanie lub pytanie głosu solowego i odpowiedź chóru.
Na pieśni czarnych osób tego okresu wywierała też duży wpływ hymnodia protestancka, a w niektórych rejonach muzyka francuska i hiszpańska. Wpływy muzyki protestanckiej to przede wszystkim hymny i psalmy, zawarte w śpiewnikach tekstowych lub zawierających też melodie opracowane na wiele głosów, np. The Bay Psalm Book (Cambridge, Mass., 1640) czy XVIII-wieczne hymny T. Buttsa, J. Cennika, J. Newtona, I. Wattsa, G. Whitefielda i J. i Ch. Wesleyów.
W wieku XIX z tej syntezy w muzyce czarnej ludności Stanów Zjednoczonych wyklarowały się nowe style i gatunki muzyczne, kluczowe dla genezy jazzu: white spirituals, obejmujące religious ballads, folk-hymns i revival spirituals oraz negro spirituals, obejmujące ring-shout, song-sermons, jubilee, spiritual mellows i gospel songs, które razem z plantation songs weszły w skład kultury tak czarnych, jak i białych Południa.
Kolejne gatunki to trudne do zdefiniowania blues i ragtime. Ragtime powstał jako przeniesienie na fortepian stylu gry na banjo, charakteryzuje się rytmem krzyżującym się lub synkopowanym, może być zapisywany nutowo. Blues charakteryzuje się nastrojowością, wywodzącą się ze spirituals oraz zawołań i zawodzeń (moans, field hollers).
W wieku XIX blues miał formę 12-taktową, po 1900 zyskał dużą popularność w rejonie Nowego Orleanu i delty Missisipi. Do znanych śpiewaków bluesowych należą m.in. Blind Lemon Jefferson, Charlie Patton, John Lee Hooker, Muddy Waters, a śpiewaczek np. Gertrude „Ma” Rainey. W latach 20. blues uzyskał klasyczną formę instrumentalną boogie-woogie, spopularyzowaną zwłaszcza przez kompozytora Saint Louis Blues W. C. Handy’ego.

### Rozwój jazzu

Rozwój muzyki jazzowej

Początkowa faza rozwoju jazzu wiąże się z Nowym Orleanem, miastem o bogatej tradycji muzycznej. Stamtąd pochodził jeden z najbardziej rozpoznawalnych muzyków tego gatunku, który upowszechnił jazz na całym świecie: wokalista i trębacz Louis Armstrong.
Można wyróżnić kilka podstawowych okresów stylistycznych w historii jazzu: dixieland (ok. 1910), jazz chicagowski (lata 20.), swing (lata 30., szczególnie po 1935 roku), bebop (lata 40.), cool-jazz i hard pop (lata 50.), free jazz (lata 60.). W obrębie tych przemian stylowych nastąpiło przejście od polifonii (jazz nowoorleański, dixieland, jazz chicagowski) poprzez jazz symfoniczny i jazz big bandów po okres eksperymentów muzycznych, modalizmu i jazz rocka.

## Jazz w Polsce

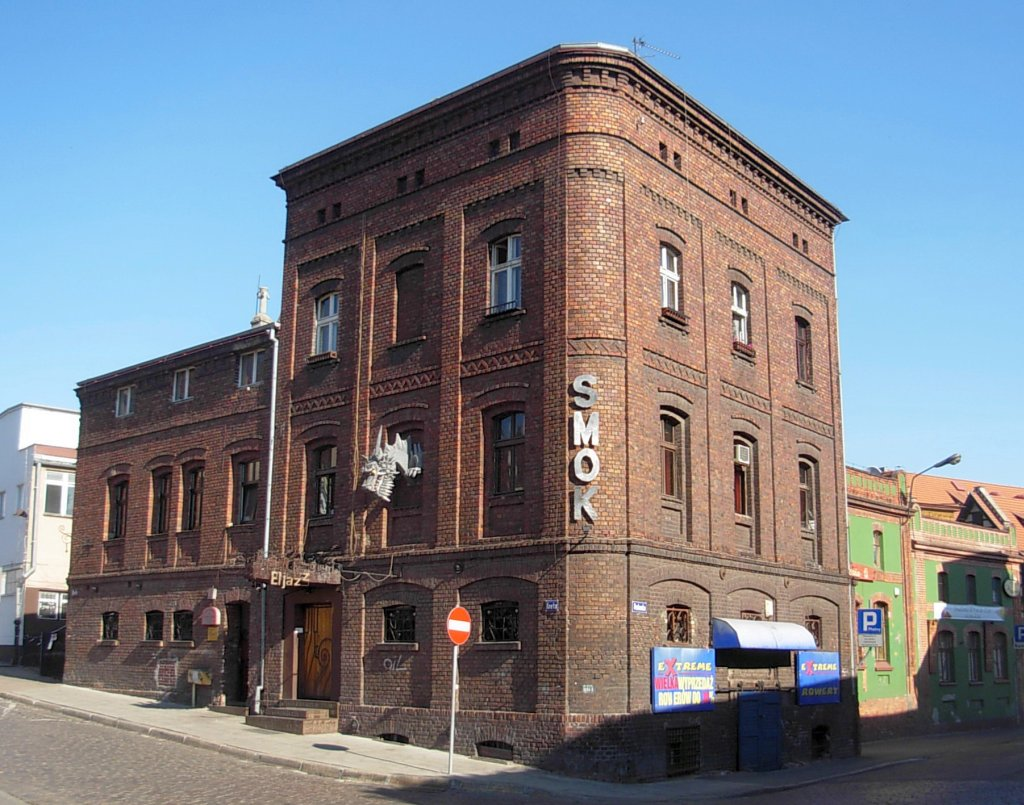
Eljazz, klub muzyczny w Bydgoszczy, posiada własną orkiestrę jazzową, studio nagraniowe i agencję koncertową, organizator Bydgoszcz Jazz Festival.

Wczesna historia jazzu w Polsce to lata 20., kiedy powstawały pierwsze zespoły muzyczne grające w lokalach w sposób naśladujący jazz. W 1928 roku zespół Zygmunta Karasińskiego podczas Powszechnej Wystawy Krajowej w Poznaniu dał pierwszy koncert, grając jazz „do słuchania”, a nie do tańca. Ważny był wtedy Jazz Club YMCA. Muzykę jazzową popularyzowało radio, w którego programie w 1937 roku jazz zajmował najwięcej czasu antenowego z programów muzycznych (13%). Pod koniec lat 30. pojawiła się w Polsce swingowa faza jazzu, uprawiana przez big bandy Henryka Warsa, braci A. i H. Goldów, Jerzego Petersburskiego, Szymona Kataszka, Adiego Rosnera i Zygmunta Karasińskiego.
W czasie okupacji radzieckiej Kresów Wschodnich Henryk Wars utworzył w 1940 roku afiliowany przy Filharmonii Lwowskiej zespół Tea-Jazz.
Po wojnie odżyła tradycja przedwojenna, lecz w latach 1948–1949 jazz zaczęto potępiać jako muzykę imperialistyczną. Nastąpił okres zwany „jazzem katakumbowym”, kiedy jazz wykonywano nieoficjalnie. Dopiero w 1954 roku jazz zaczęto wykonywać oficjalnie, a od roku 1956 pojawiły się festiwale jazzowe (w 1956 Międzynarodowy Festiwal Jazzowy w Sopocie, w 1958 Jazz Jamboree). Nastąpiło wtedy szybkie przejście od jazzu tradycyjnego do jazzu współczesnego. Pojawił się też paralelizm rozwoju do prądów amerykańskich i europejskich. Powstało „Polskie Stowarzyszenie Jazzowe” (w skrócie PSJ) wydające płyty wykonawców tego gatunku.

## Wpływ
Jazz inspirował w latach 20. i 30. wielu kompozytorów europejskich, m.in. Dariusa Milhauda, Maurice’a Ravela i Igora Strawinskiego. Zaznaczył się także w rytmice wiersza pozostającego w kontakcie ze Strawinskim T.S. Eliota. Pod koniec lat 50. wystąpiła fala zbliżenia między jazzem a muzyką poważną, określana jako „trzeci nurt” – należeli do niego Gunther Schuller, Karlheinz Stockhausen, Ornette Coleman, John Coltrane i Albert Ayler.
W Polsce jazzem inspirował się np. Bogusław Schäffer.
Z kręgów jazzu wywodzi się określenie All Stars („same gwiazdy”).

## Główne style jazzowe

### Big band jazz iswing
- Ballroom dance[13]
- Big-band[13]
- Mainstream
- Brytyjskie jazzowe zespoły taneczne (Britsh dance bands)[13]
- Jazz kontynentalny (Continental jazz)[13]
- Eksperymentalny big band (Experimental big band)[13]
- Jive[13]
- Nowoczesny big band (modern big band)[13]
- Orkiestralny jazz (Orchestral jazz)[13]
- Big band progresywny (Progressive big band)[13]
- Jazz progresywny (Progressive jazz)[13]
- Swing retro (Retro swing)[13]
- Society dance band[13]
- Sweet bands[13]
- Swing[13]
- Swing revival
- Electro swing
- Western swing
- Gypsy jazz

### Bop
- Bebop[13]
- Wokaliza (Vocalese)
- Bop vocals[13]

### Hard bop[13]
- Standardy hard bop (Hard bop standards)
- Hard bop
- Modal jazz
- Neo-bop
- Post-bop

### Cool[13]
- Cool jazz (Cool)
- West Coast jazz
- Chamber jazz

### Free jazz[13]
- Jazz awangardowy (Avant-garde jazz)
- Early creative
- Free funk
- Free jazz
- M-Base
- Modern creative
- Modern free
- Third stream

### Fusion jazz
- Jazz fusion[13]
- Modern jazz
- Crossover jazz[13]
- Free funk[13]
- Jazz-pop[13]
- Jazz-rock[13]
- Jazz Metal
- Electric jazz[13]
- Jazz-hop
- Smooth jazz[13]
- Modern jazz[13]
- Latin jazz
- Straight-Ahead jazz[13]
- World fusion
- Global jazz
- Contemporary jazz

### Jazz nowoorleański iklasyczny (tradycyjny)
- Boogie-woogie[13]
- Classic jazz[13]
- Dixieland[13]
- Dixieland revival[13]
- Mainstream jazz[13]
- New Orleans brass bands[13]
- New Orleans jazz (jazz nowoorleański)[13] (również Early jazz lub Hot jazz)
- Jazz chicagowski[13]
- Novelty ragtime[13]
- Ragtime[13]
- Stride[13]
- Trad jazz[13]

### Soul jazz igroove
- Hard bop
- Jazz-funk[13]
- Soul-jazz[13]

### Style pokrewne
- Ska-jazz
- Acid-jazz
- Nu jazz
- Yass
- Off jazz
- Pop tradycyjny
- Bossa Nova